# Енрико де Никола
Енрико де Никола (9. новембар 1877 — 1. октобар 1959) је био први председник Италије од 1. јануара до 12. маја 1948. Пре тога је након референдума о државном уређењу, на коме су се Италијани одлучили за републику, био одабран у првом кругу на место привременог шефа државе. Тамо се задржао од 26. јуна 1946. до 1. јануара 1948, када је функција и званично постала председник републике. По занимању је био правник, а био је и председник Представничког дома Италије, и Сената.
Он и Франческо Косига су закључно са 2022. једини шефови држава Италије који су одабрани у првом кругу гласања.